# Joaquín Navarro Estevan
Joaquín Navarro Estevan (Almeria, 19 de setembre de 1939 - Madrid, 28 d'abril de 2007) va ser un magistrat i polític andalús, adscrit al socialisme marxista.

## Ressenya biogràfica
Llicenciat en Dret per la Universitat de Granada, va ser professor de Filosofia del Dret en la Universitat de Salamanca (1962-1963), de l'Escola Sindical de Madrid (1965-1969) i de Teoria de l'Estat en la Universitat Complutense de Madrid (1967-1969). Així mateix va ser jutge d'Instrucció (1971-1977) i magistrat de la Sala Desena de l'Audiència Provincial de Madrid.
Va ser membre fundador de l'associació de jutges Justícia Democràtica des de 1973. Militant del PSP des de 1974, pel qual va resultar escollit senador per Almeria a les eleccions generals espanyoles de 1977. Després de l'entrada del PSP en el PSOE, es va afiliar a aquest partit, pel qual va guanyar la plaça de diputat per Almeria en l'eleccions de 1979. Membre de l'ala esquerra del partit, organitzada en el corrent Izquierda Socialista, l'11 de desembre de 1980 va abandonar el seu escó i la seva militància en el PSOE, decebut amb la deriva personalista del secretari general Felipe González Márquez, tornant a la carrera judicial.
Va col·laborar com a redactor en la Nueva Enciclopedia Jurídica Española, en la Revista del Derecho Español y Americano i en la Revista de Derecho Privado. Va ser a més director de l'espai radiofònic Temps Jurídic en RNE, així com a tertulià habitual en diferents programes de ràdio i columnista d'opinió en la premsa escrita. El 1996 va formar part també del Tribunal Internacional per Crims Contra la Humanitat Comesos pel Consell de Seguretat de Nacions Unides a l'Iraq.

## Obres
- Navarro, Joaquín; Terán, Rocío de: La judicatura: hablando con Joaquín Navarro. Acento Editorial, 1994. ISBN 84-483-0065-3
- Navarro, Joaquín: Manos sucias: el poder contra la justicia. Temas de hoy, 1995. ISBN 84-7880-571-0
- Navarro, Joaquín: Palacio de injusticia: sin esperanza y sin miedo. Temas de hoy, 1998. ISBN 84-7880-907-4
- Navarro, Joaquín: Tiempo de ceniza: la libertad acorralada. Tres Cantos (Madrid) : Foca, 2002. ISBN 84-95440-16-4
- Navarro, Joaquín: Homenaje a Euskal Herria. Tafalla (Navarra) : Txalaparta, 2003. ISBN 84-8136-299-9
- Navarro, Joaquín: 25 años sin Constitución. Tres Cantos (Madrid) : Foca, 2003. ISBN 84-95440-35-0

### Activitat parlamentària
- Senador de la Legislatura Constituyente (PSP) Arxivat 2011-11-19 a Wayback Machine.
- Diputado de la I Legislatura (PSOE)

### Articles
- Bienvenida a la Izquierda Socialista, per Joaquín Navarro Estevan (1980)